# Lee Bo-young
Lee Bo-young (이보영?, I Bo-yeongLR, I PoyŏngMR; Seul, 12 gennaio 1979) è un'attrice sudcoreana.

## Carriera
Nel 2000, Lee Bo-young vinse il concorso di bellezza Miss Corea a Daejeon e nella circostante provincia del Chungcheong Meridionale. Essendosi laureata in letteratura coreana alla Seoul Women's University, inizialmente sognò di fare l'annunciatrice. Fu una delle quindici finaliste agli annuali provini per la MBC nel 2002, ma non ottenne l'impiego. Si concentrò allora sul lavoro di modella, firmando un contratto in esclusiva con la Asiana Airlines.
Debuttò come attrice nel 2003, e due anni dopo ottenne il primo ruolo da protagonista in Eo-yeo-ppeun dangsin, al quale seguirono molti altri drama. Nel 2012-2013 interpretò la protagonista in Nae ttal Seo-young-i, il maggior successo della sua carriera, con un picco del 47,6% di share.

## Vita privata
Nel 2004 incontrò Ji Sung sul set di Majimak chum-eun na-wa hamkke e iniziarono a uscire nel 2007. Il 2 agosto 2013 annunciarono il fidanzamento e si sposarono alla Aston House del W Seoul Walkerhill Hotel il 27 settembre successivo. Lee partorì la loro prima figlia, Kwak Ji-yoo, il 12 giugno 2015, e un figlio maschio, Kwak Bo-ah, il 5 febbraio 2019.

## Filmografia

### Cinema
- Uri hyeong (우리형), regia di Ahn Gwon-tae (2004)
- A Dirty Carnival (비열한 거리), regia di Yoo Ha (2006)
- Once Upon a Time (원스 어폰 어 타임), regia di Jeong Yong-ki (2008)
- Seulpeumboda deo seulpeun i-yagi (슬픔보다 더 슬픈 이야기), regia di Won Tae-yeon (2009)
- Naneun haengbokhaemnida (나는 행복합니다), regia di Yoon Jong-chan (2009)

### Televisione
- Majimak chum-eun na-wa hamkke – serie TV (2004)
- Eo-yeo-ppeun dangsin – serie TV (2004)
- Seodong-yo (서동요) – serie TV (2005-2006)
- Mr. Good-Bye (미스터 굿바이) – serie TV (2006)
- Buja-ui tansaeng (부자의 탄생) – serie TV (2010)
- Wigi-ilbal pungnyeonbilla (위기일발 풍년빌라) – serie TV (2010)
- Athena - Jeonjaeng-ui yeosin – serie TV, episodi 3-5 (2010)
- Aejeongmanmanse (애정만만세) – serie TV (2011)
- Jeokdo-ui namja (적도의 남자) – serie TV (2012)
- Nae ttal Seo-young-i (내 딸 서영이) – serie TV (2012-2013)
- Neo-ui moksoriga deullyeo (너의 목소리가 들려) – serie TV (2013)
- Sin-ui seonmul - 14il (신의 선물 – 14일) – serie TV (2014)
- Pinocchio (피노키오) – serie TV, episodio 3 (2014)
- Mother – serie TV (2018)
- All Mine (마인?, Ma-inLR) – serie TV (2021)
- See You in My 19th Life (이번 생도 잘 부탁해?, Ibeon saengdo jal butakaeLR) – serie TV (2023)

### Videoclip
- "Crying, Calling" di Zia e 4Men (2011)